# Sheriff Isa
Sheriff Isa (ur. 10 listopada 1990 w Sokoto) – nigeryjski piłkarz, występujący na pozycji pomocnika.

## Kariera piłkarska

### Kariera klubowa
Wychowanek najpierw Sultan Atiku Secondary School, a potem Crystal Soccer Academy. W 2009 rozpoczął karierę piłkarską w Kano Pillars FC. 15 lipca 2012 podpisał kontrakt z Olimpikiem Donieck. W końcu listopada 2015 przez nieotrzymanie wynagrodzenia opuścił ukraiński klub. 2 września 2016 został piłkarzem Czornomorca Odessa, w którym grał do grudnia 2016.

## Kariera reprezentacyjna
W 2007 został powołany przez trenera Yemi Tella do reprezentacji Nigerii U-17 na Mistrzostwa Świata U-17. W 2009 zaliczył jeden występ w reprezentacji Nigerii U-20.

## Sukcesy i odznaczenia

### Sukcesy klubowe
- mistrz Ukraińskiej Pierwszej Ligi: 2014

### Sukcesy reprezentacyjne
- mistrz Świata U-17: 2007
- mistrz Afryki U-17: 2007